# Bernă

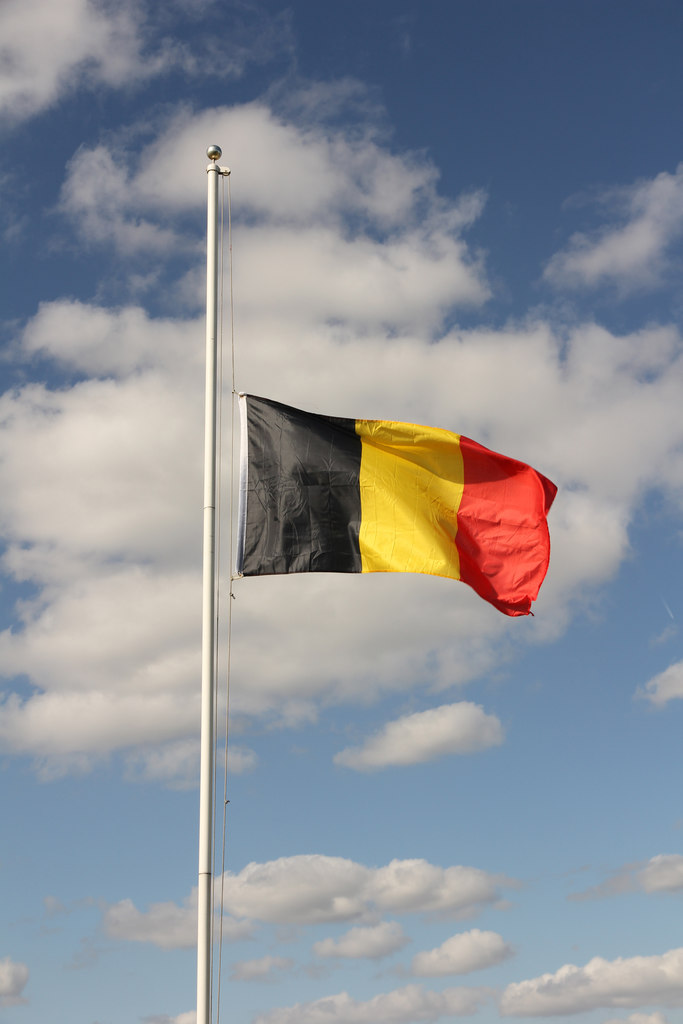
Drapelul național al Belgiei arborat în bernă

Termenul de bernă se referă la arborarea unui steag sub vârful unui catarg de pe o navă, al unui stâlp de pe uscat sau al unui stâlp de pe o clădire. În multe țări, acest lucru este considerat un simbol al respectului, al doliului sau al suferinței. Tradiția arborării steagului în bernă a început în secolul al XVII-lea. Potrivit unor surse, steagul este coborât pentru a face loc unui „steag invizibil al morții” care flutură deasupra. Adesea, se recomandă ca un steag în bernă să fie coborât la o distanță echivalentă cu înălțimea drapelului față de vârful catargului.

## În România
În România, steagul este arborat în bernă atât în zilele de doliu național, cât și în semn de solidaritate cu evenimente de doliu internațional.